# Vlag van Hiroshima

Vlag van Hiroshima (ratio 2:3)

De prefecturale vlag van Hiroshima bestaat uit een wijnrood vlak met een wit gestileerd katakana-karakter ヒ [hi] in de vorm van een cirkel. Deze staat voor de harmonie en eenheid van de inwoners van de prefectuur, terwijl de overlapping van de cirkels staat voor vooruitgang en ontwikkeling. De prefecturale vlag werd op 23 juli 1966 aangenomen.